# Mellenbach-Glasbach

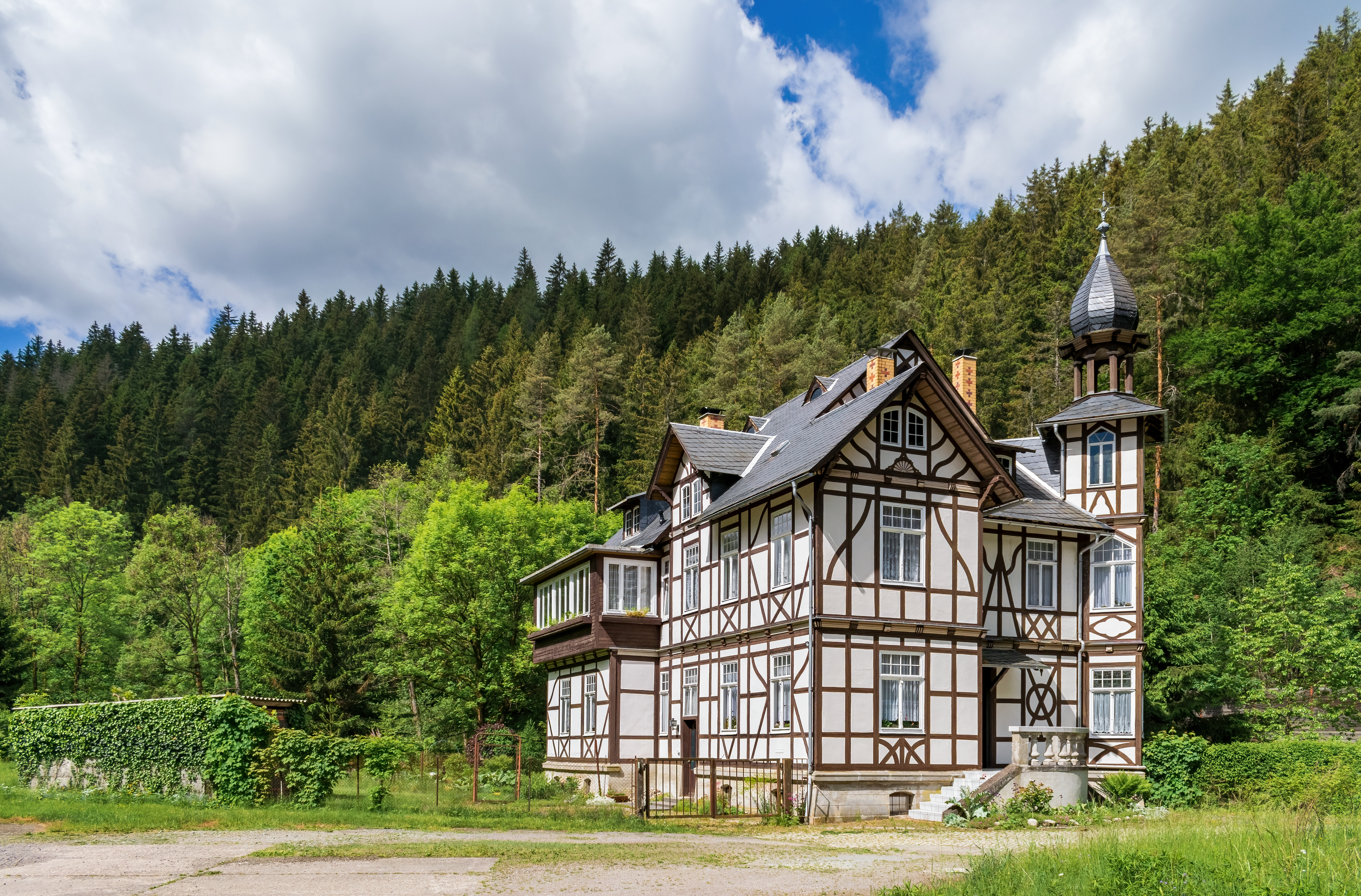
Maison à pan de bois dans le village de Zirkel (Schwarzatal) à Mellenbach-Glasbach. Mai 2022.

Mellenbach-Glasbach est une municipalité allemande du land de Thuringe, dans l'arrondissement de Saalfeld-Rudolstadt, au centre de l'Allemagne.

## Source de la traduction
- (de) Cet article est partiellement ou en totalité issu de l’article de Wikipédia en allemand intitulé « Mellenbach-Glasbach » (voir la liste des auteurs).